# Пакославсько
Пакославсько (пол. Pakosławsko) — село в Польщі, у гміні Цешкув Мілицького повіту Нижньосілезького воєводства.
Населення — 342 особи (2011).
У 1975-1998 роках село належало до Вроцлавського воєводства.

## Демографія
Демографічна структура станом на 31 березня 2011 року:
|          | Загалом | Допрацездатний вік | Працездатний вік | Постпрацездатний вік |
| -------- | ------- | ------------------ | ---------------- | -------------------- |
| Чоловіки | 166     | 32                 | 118              | 16                   |
| Жінки    | 176     | 41                 | 104              | 31                   |
| Разом    | 342     | 73                 | 222              | 47                   |